# 桜形神社

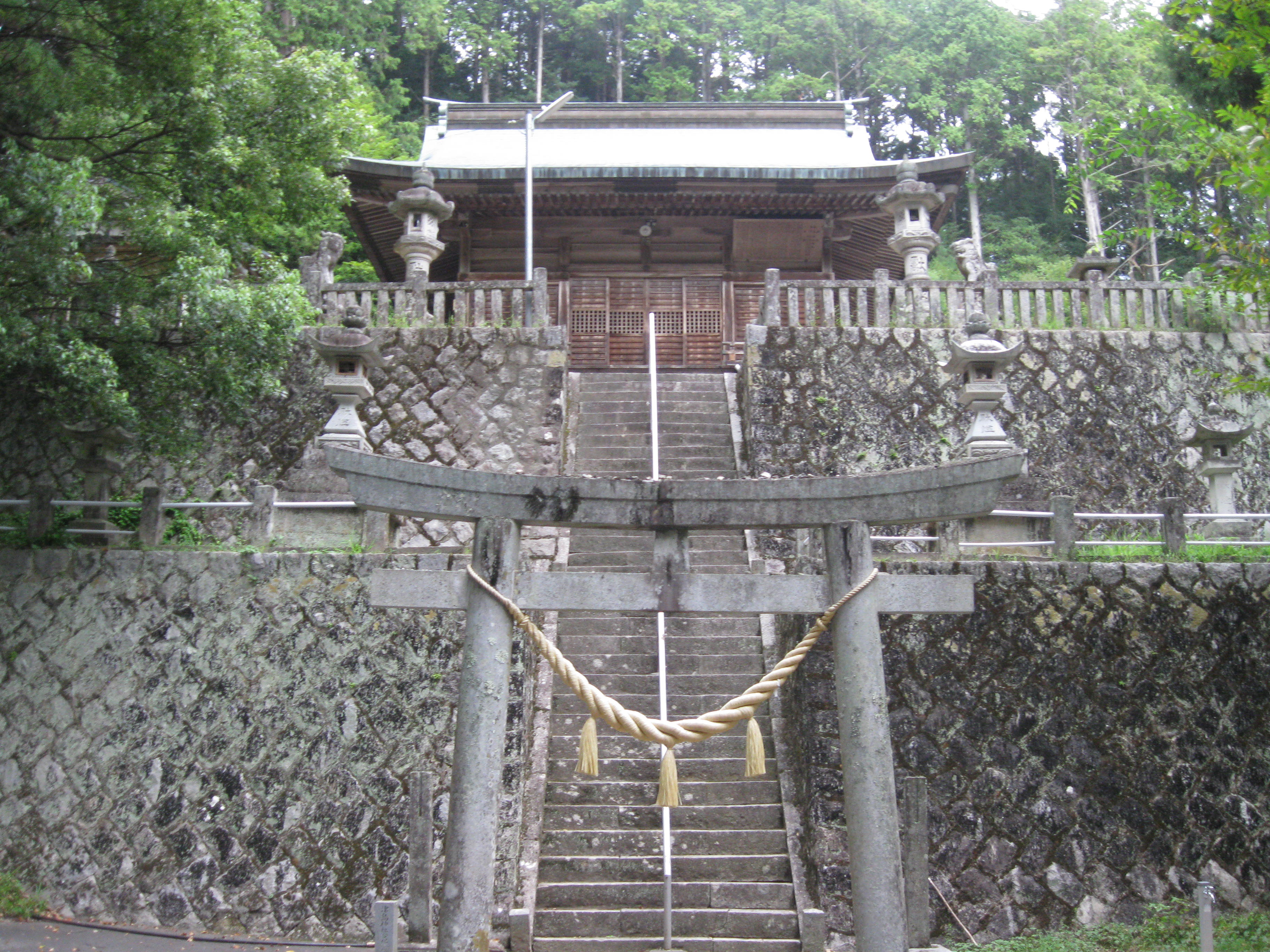
桜形神社階段

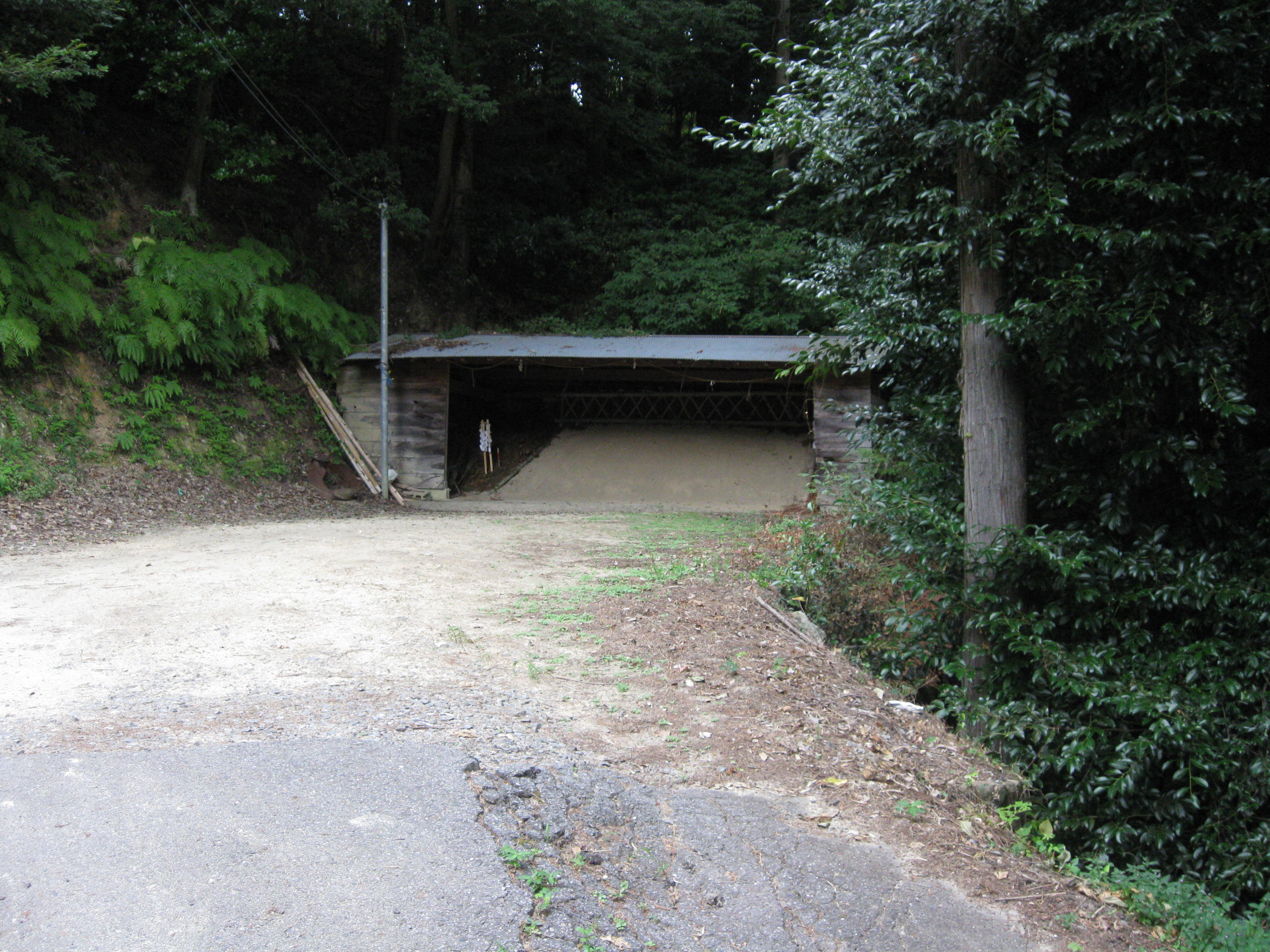
弓道場

桜形神社（さくらがたじんじゃ、旧称櫻形神社）は、愛知県岡崎市桜形町にある神社。

## 概要
源氏の武家であった山内氏（後の額田山内氏）が鎌倉から額田柳田に来たときに、八幡宮を勧請として持ってきたものがやがて地域の氏神として祀られるようになった。祭神は応神天皇、豊受姫命、白山姫命、須佐之男命。
明治5年（1872年）10月3日、近代社格制度に基づき村社に列した。
本殿は、桁行1間、梁間1間、一間社流造、こけら葺である。拝殿は、桁行3間、梁間3間、入母屋造、桟瓦葺きである。

## 大和流弓道
大和流弓道が有名。室町時代や江戸時代に流祖をもつ大和流弓道が脈々と受け継がれており、額田中学校弓道部が弓道競技で全国大会に数回出場し1回は全国優勝しているなど、地区の伝統が脈打っている。
地区の門人らは毎月28日に同神社境内にある矢場で月例射会を開いている。